# Leave Me Alone (Hanna Pakarinen)
Leave Me Alone è un singolo della cantante finlandese Hanna Pakarinen, pubblicato il 12 marzo 2007 da Sony BMG.
Ha rappresentato la Finlandia all'Eurovision Song Contest 2007, classificandosi al 17º posto nella finale dell'evento.

## Pubblicazione e composizione
Leave Me Alone è stato scritto interamente in lingua inglese da Hanna Pakarinen e Martti Vuorinen ed è stato composto da Vuorinen stesso e Miikka Huttunen. La seconda traccia del singolo, rilasciata in formato CD, Tell Me What to Do, è stata scritta da Pakarinen e Lasse Kurki, che ne è inoltre l'unico compositore.
Il singolo è stato pubblicato come promozionale in Finlandia nel 2007 per partecipare all'Euroviisut, venendo poi pubblicato il 12 marzo 2007 nella sua versione definitiva in vista della partecipazione all'Eurovision Song Contest 2007.

## Tracce
Download digitale
Testi di Martti Vuorinen e Hanna Pakarinen, musiche di Martti Vuorinen e Miikka Huttunen.
1. Leave Me Alone (versione Eurovision) – 3:01

CD
1. Leave Me Alone (versione Eurovision) – 3:00 (testo: Martti Vuorinen e Hanna Pakarinen – musica: Martti Vuorinen e Miikka Huttunen)
2. Tell Me What to Do (versione Eurovision) – 3:00 (testo: Hanna Pakarinen e Lasse Kurki – musica: Lasse Kurki)

## Classifiche
| Classifiche (2007) | Posizione massima |
| ------------------ | ----------------- |
| Svezia             | 8                 |